# José Cardiel
José Cardiel (Laguardia, Álava, España, 1704—Faenza, Provincia de Rávena, Italia, 1782) fue un misionero jesuita de importancia como naturalista y geógrafo —y particularmente, como cartógrafo—, al que se deben relaciones de flora, fauna y etnografía del Río de la Plata, y mapas precisos de varias zonas de Paraguay.  

## Biografía
Se educó con los jesuitas, primero en Vitoria y luego, tras ingresar él mismo en la orden, en Medina del Campo.  
Fue destinado a América, empezando por Buenos Aires (Argentina), como misionero, en 1729, y desde su llegada mostró gran inquietud como fundador de poblados indígenas, con el régimen de la reducción americana. El origen de la palabra reducciones lo expresa muy bien el propio Cardiel en el título de una de sus obras: “Métodos para reducir a vida racional y cristiana a los indios infieles que viven vagabundos sin pueblos ni sementeras”. Reducirlos era concentrar a los nómadas en poblados, a los que se llamaba reducciones, para controlarlos y catequizarlos.
Recorrió Patagonia, en barco y por tierra, y exploró también el Paraguay.
Hacia 1762 partió a Río Grande del Sur (Brasil) como capellán de las tropas españolas encargadas de invadir la zona.
En 1767, debido a la expulsión de los jesuitas, tuvo que exiliarse en Bolonia. Murió el 6 de diciembre de 1782 en la ciudad de Faenza.

## Obras
LAS MISIONES DE PARAGUAY
- Datos: Q5938737
- Textos: Autor:José Cardiel